# Atelier (série de jeux vidéo)
Pour les articles homonymes, voir Atelier (homonymie).
Atelier (アトリエシリーズ) est une série de jeux vidéo de rôle créée par le studio japonais Gust. Son thème principal est l'alchimie.

## Liste de titres

### Série principale
- 1997 : Atelier Marie: The Alchemist of Salburg
- 1998 : Atelier Elie: The Alchemist of Salburg 2
- 2001 : Atelier Lilie: The Alchemist of Salburg 3
- 2002 : Atelier Judie: The Alchemist of Gramnad
- 2003 : Atelier Viorate: The Alchemist of Gramnad 2
- 2004 : Atelier Iris: Eternal Mana
- 2005 : Atelier Iris 2: The Azoth of Destiny
- 2006 : Atelier Iris 3: Grand Phantasm
- 2007 : Mana Khemia: Alchemists of Al-Revis
- 2008 : Mana Khemia 2: Fall of Alchemy
- 2009 : Atelier Rorona: The Alchemist of Arland
- 2010 : Atelier Totori: The Adventurer of Arland
- 2011 : Atelier Meruru: The Apprentice of Arland
- 2012 : Atelier Ayesha: The Alchemist of Dusk
- 2013 : Atelier Escha & Logy: Alchemists of the Dusk Sky
- 2014 : Atelier Shallie: Alchemists of the Dusk Sea
- 2015 : Atelier Sophie: The Alchemist of the Mysterious Book
- 2016 : Atelier Firis: The Alchemist and the Mysterious Journey
- 2017 : Atelier Lydie & Suelle: The Alchemists and the Mysterious Paintings
- 2019 : Atelier Lulua: The Scion of Arland
- 2019 : Atelier Ryza: Ever Darkness and the Secret Hideout
- 2020 : Atelier Ryza 2: Lost Legends & the Secret Fairy
- 2022 : Atelier Sophie 2: The Alchemist of the Mysterious Dream
- 2023: Atelier Ryza 3: Alchemist of the End & the Secret Key
- 2025: Atelier Yumia: The Alchemist of Memories & the Envisioned Land (en)

### Jeux dérivés
- 2000 : Atelier Marie GB
- 2000 : Atelier Elie GB
- 2001 : Marie & Elie: Atelier Pair
- 2001 : Hermina and Culus: Atelier Lilie Another Story
- 2003 : Atelier Marie, Elie & Anis: Message on the Gentle Breeze
- 2003 : Marie's Charajan
- 2006 : Atelier Marie: Puzzle Workshop
- 2006 : Atelier Elie: Puzzle Workshop
- 2006 : Iris no Atelier: Eternal Mana 2 After Episode
- 2007 : Atelier Lise: The Alchemist of Orde
- 2009 : Atelier Annie: Alchemists of Sera Island
- 2009 : Atelier Lina: The Alchemist of Strahl
- 2012 : Atelier Marie–Elie: The Alchemists of Salburg
- 2012 : Atelier Elkrone: Dear for Otomate
- 2014 : Atelier Questboard